# Asphodeline globifera
Asphodeline globifera là một loài thực vật có hoa trong họ Thích diệp thụ. Loài này được J.Gay ex Baker miêu tả khoa học đầu tiên năm 1876.